# Park Ji-won
Park Ji-won (* 23. September 1996 in Gangneung) ist ein südkoreanischer Shorttracker.

## Werdegang
Park trat international erstmals bei den Juniorenweltmeisterschaften 2015 in Osaka in Erscheinung. Dort gewann er über 1500, im 1500-m-Superfinale und mit der Staffel jeweils die Goldmedaille. Zudem holte er Silber im Mehrkampf. Sein erstes Weltcuprennen lief er zu Beginn der Saison 2015/16 in Montreal und belegte dabei den sechsten Rang über 1000 m. Beim folgenden Weltcup in Toronto kam er mit dem zweiten Platz in der Staffel erstmals aufs Podest. Im weiteren Saisonverlauf errang er über 1500 m einmal den zweiten Platz und einmal den dritten Rang. In Dresden holte er über 1500 m seinen ersten Weltcupsieg und erreichte abschließend den dritten Platz im Weltcup über 1500 m. Beim Saisonhöhepunkt den Weltmeisterschaften 2016 in Seoul gewann er die Bronzemedaille mit der Staffel. Im folgenden Jahr holte er bei der Winter-Universiade in Almaty die Silbermedaille über 1000 m und die Goldmedaille über 1500 m. In der Saison 2018/19 gewann er mit je einen dritten und ersten Platz und zwei zweiten Plätzen, den Weltcup über 1000 m. Zudem kam er in Calgary auf den dritten Platz mit der Mixed-Staffel und auf den zweiten Rang mit der Staffel. Anfang März 2019 holte er bei der Winter-Universiade in Krasnojarsk die Bronzemedaille über 1000 m und jeweils die Goldmedaille über 500 m und mit der Staffel. Bei den Weltmeisterschaften 2019 in Sofia gewann er die Goldmedaille mit der Staffel. In der Saison 2019/20 gewann jeweils er den Weltcup über 1000 m und 1500 m. Dabei holte er acht Siege, davon sieben im Einzel und errang zudem sechsmal den dritten und zweimal den zweiten Platz. Bei den Vier-Kontinente-Meisterschaften 2020 in Montreal holte er im Mehrkampf und über 1000 m jeweils die Bronzemedaille und mit der Staffel die Goldmedaille.

## Erfolge

### Weltmeisterschaften
- 2016 Seoul: 3. Platz Staffel
- 2019 Sofia: 1. Platz Staffel
- 2023 Seoul: 1. Platz 1000 m, 1. Platz 1500 m, 3. Platz Staffel, 5. Platz Mixed-Staffel, 50. Platz 500 m
- 2024 Rotterdam: 2. Platz Staffel, 4. Platz 1000 m, 6. Platz 1500 m, 7. Platz 500 m, 8. Platz Mixed-Staffel
- 2025 Peking: 3. Platz Staffel, 4. Platz 1500 m, 10. Platz 1000 m, 11. Platz 500 m

### Vier-Kontinente-Meisterschaften
- 2020 Montreal: 1. Platz Staffel, 3. Platz Mehrkampf, 3. Platz 1000 m, 7. Platz 1500 m, 10. Platz 500 m
- 2023 Salt Lake City: 1. Platz 1000 m, 1. Platz 1500 m, 3. Platz Staffel, 4. Platz Mixed-Staffel, 8. Platz 500 m
- 2024 Laval: 1. Platz 1500 m, 1. Platz Staffel, 2. Platz 1000 m, 7. Platz 500 m

### Platzierungen im Weltcup

#### Weltcupsiege

##### Weltcupsiege im Einzel
| Nr. | Datum             | Ort            | Disziplin |
| --- | ----------------- | -------------- | --------- |
| 1.  | 6. Februar 2016   | Dresden        | 1500 m    |
| 2.  | 3. Februar 2019   | Dresden        | 1000 m    |
| 3.  | 9. November 2019  | Montreal       | 1500 m    |
| 4.  | 30. November 2019 | Nagoya         | 1000 m    |
| 5.  | 1. Dezember 2019  | Nagoya         | 1500 m    |
| 6.  | 8. Februar 2020   | Dresden        | 1000 m    |
| 7.  | 9. Februar 2020   | Dresden        | 1500 m    |
| 8.  | 15. Februar 2020  | Dordrecht      | 1500 m    |
| 9.  | 16. Februar 2020  | Dordrecht      | 1000 m    |
| 10. | 29. Oktober 2022  | Montreal       | 1500 m    |
| 11. | 6. November 2022  | Salt Lake City | 1000 m    |
| 12. | 11. Dezember 2022 | Almaty         | 1500 m    |
| 13. | 17. Dezember 2022 | Almaty         | 1500 m    |
| 14. | 18. Dezember 2022 | Almaty         | 1000 m    |
| 15. | 4. Februar 2023   | Dresden        | 1000 m    |
| 16. | 5. Februar 2023   | Dresden        | 1500 m    |
| 17. | 11. Februar 2023  | Dordrecht      | 1500 m    |
| 18. | 12. Februar 2023  | Dordrecht      | 1000 m    |
| 19. | 21. Oktober 2023  | Montreal       | 1000 m    |
| 20. | 16. Dezember 2023 | Seoul          | 1500 m    |
| 21. | 10. Februar 2024  | Dresden        | 1000 m    |
| 22. | 11. Februar 2024  | Dresden        | 1000 m    |
| 23. | 18. Februar 2024  | Danzig         | 1000 m    |
| 24. | 7. Dezember 2024  | Peking         | 1500 m    |

#### Weltcupsiege im Team
| Nr. | Datum             | Ort         |
| --- | ----------------- | ----------- |
| 1.  | 9. Februar 2020   | Dresden 1   |
| 2.  | 30. Oktober 2022  | Montreal 2  |
| 3.  | 17. Dezember 2022 | Almaty 3    |
| 4.  | 12. Februar 2023  | Dordrecht 4 |
| 5.  | 11. Februar 2024  | Dresden 5   |
| 6.  | 15. Dezember 2024 | Seoul 6     |

### Weltcup-Gesamtplatzierungen
| Saison  | Gesamt | Gesamt | 500 m  | 500 m | 1000 m | 1000 m | 1500 m | 1500 m |
| Saison  | Punkte | Platz  | Punkte | Platz | Punkte | Platz  | Punkte | Platz  |
| ------- | ------ | ------ | ------ | ----- | ------ | ------ | ------ | ------ |
| 2015/16 | -      | -      | 1.074  | 39.   | 13.099 | 9.     | 30.593 | 3.     |
| 2016/17 | -      | -      | -      | -     | -      | -      | -      | -      |
| 2017/18 | -      | -      | -      | -     | -      | -      | -      | -      |
| 2018/19 | -      | -      | 5.261  | 19.   | 37.520 | 1.     | -      | -      |
| 2019/20 | -      | -      | 440    | 42.   | 49.200 | 1.     | 42.621 | 1.     |
| 2022/23 | 1068   | 1.     | -      | -     | 488    | 1.     | 580    | 1.     |
| 2023/24 | 1071   | 1.     | -      | -     | 625    | 1.     | 446    | 3.     |
| 2024/25 | 606    | 6.     | 124    | 13.   | 162    | 9.     | 320    | 2.     |

## Persönliche Bestzeiten
- 500 m      40,346 s (aufgestellt am 16. März 2024 in Rotterdam)
- 1000 m    1:22,542 min (aufgestellt am 1. November 2019 in Salt Lake City)
- 1500 m    2:12,204 min (aufgestellt am 5. November 2022 in Salt Lake City)